# Nohuichana
Nohuichana o Huichaana (in lingua zapoteca chaana significa "creatrice" e il significato è probabilmente "creatrice dell'acqua") era la divinità zapoteca dei prenatali e del fiume, creatrice dell'uomo e degli animali insieme a Cozaana, suo marito.
È nume tutelare degli antenati.